# Hellfest
Hellfest Summer Open Air er en metal-musik festival som er blevet holdt årligt i Clisson (Frankrig) siden 2006. Før Hellfest stod de samme arrangører for FuryFest i Le Mans i 2004 og 2005. 
I juni 2009 opfordrede en religiøs højreorienterede gruppe sponsorerne til at stoppe deres støtte til Hellfest. Få dag senere annoncerede Coca-Cola at de ikke længere ønskede, at støtte festivalen.[kilde mangler]

## Bands

### 2011 (Juni 17-19)
Hovednavne var Iggy and the Stooges (fredag d.17.) Thin Lizzy (Lørdag d. 18.) Ozzy Osbourne (lørdag d. 19.).
Af andre bands kan nævnes
- Scorpions
- Mr. Big
- Judast Prist
- Coroner
- Angel Witch
- Bad Brains
- Belphegor
- Church of Misery
- Converge
- Dodheimsgard
- Doro
- The Exploited
- Grave
- The Haunted
- In Solitude

### 2010 (Juni 18-20)
Hovednavnene var Deftones (fredag d. 18.), Alice Cooper (lørdag den 19.) og Kiss (søndag den 20.).
- 16
- 7 Seconds
- Agnostic Front
- Airbourne
- Annihilator
- Anvil
- Arch Enemy
- Architects
- As I Lay Dying
- Asphyx
- Behemoth
- Between The Buried And Me
- Jello Biafra and the Guantanamo School of Medicine
- Biohazard
- Brant Bjork and The Bros
- Black Cobra
- Blasphème
- Bloodbath
- Born From Pain
- Candlemass
- Carcass
- Carnifex
- Alice Cooper
- Count Raven
- Crowbar
- Dark Funeral
- Decapitated
- Deftones
- Delain
- The Devil's Blood
- Dew-Scented
- The Dillinger Escape Plan
- Discipline
- Doom
- Dying Fetus
- Earth Crisis
- Electric Mary
- Eluveitie
- Ensiferum
- Evile (Aflyste i 2008)
- Ex Deo
- Exodus
- The Faceless
- Fear Factory
- Fields of the Nephilim
- Finntroll
- Freak Kitchen
- John Garcia
- General Surgery
- Ghost Brigade
- Godflesh (Genforeningsshow kun i Europa)
- Gorod
- Hypocrisy
- Immortal
- Ihsahn
- Infectious Grooves
- Kalisia
- Kampfar
- Katatonia
- Kiss
- KMFDM (Aflyste i 2009)
- Knuckledust
- Loudblast
- Magrudergrind
- Marduk
- Mass Hysteria
- Mondo Generator
- Monkey 3
- Motörhead
- My Dying Bride
- Nachtmystium
- Nahemah
- Necrophagist (Aflyste i 2008)
- Negura Bunget
- Nevermore
- Nile
- Obscura
- Omega Massif
- Otargos
- Primal Fear
- Ratt
- Raven
- Rwake
- Sabaton
- Sadist
- Saviours
- Saxon
- Secrets of the Moon
- Sepultura
- Sick Of It All
- Skarhead
- Slash
- Slayer
- Solace
- Stone Sour
- Suffocation
- Swallow the Sun
- Sworn Enemy
- 36 Crazyfists
- Tamtrum
- Tankard
- Devin Townsend Project
- Twisted Sister
- U.D.O.
- Ulver
- Unearth
- Urgehal
- Vulcain
- Valient Thorr
- Walls of Jericho
- Watain
- Weedeater
- Wisdom In Chains
- Yawning Man
- The Young Gods
- Y & T
- Atheist (Aflyste i maj. 2010)
- GWAR (Aflyste i januar 2010)
- The Prodigy (Blev tilbudt at stå som overskriften til fredag, men ønskede ikke at deltage i festivalen (marts 2010).)[1]
- Overkill (Aflyste i april 2010)

### 2009 (Juni 19–21)
Overskrifterne var Motley Crue (fredag), Marilyn Manson (lørdag) og Manowar (søndag).
- Aborted
- Adagio
- ADX
- All Shall Perish
- Amebix
- Amon Amarth
- Anthrax
- August Burns Red
- Aura Noir
- Backfire
- Backyard Babies
- Betrayed
- The Black Dahlia Murder
- Blockheads
- Cro-Mags
- Brutal Truth
- Buckcherry
- The Business
- Cathedral
- Clutch (Afløste KMFDM)
- Coalesce
- Cradle of Filth
- Dagoba
- Despised Icon
- Destruction
- DevilDriver
- Deströyer 666
- Down
- DragonForce
- Dream Theater
- Edguy
- Electric Wizard
- Enslaved
- Entombed
- Epica
- Europe
- Eyehategod
- Gama Bomb
- Girlschool
- God Forbid
- God Seed
- Gojira
- Gokan (Afløste Bring Me The Horizon)
- Grand Magus
- Hacride
- Hatebreed
- Heaven and Hell
- Heaven Shall Burn
- Holyhell
- Immolation
- Jarboe
- Karma To Burn
- Kataklysm
- Keep of Kalessin
- Kickback
- Killing Joke
- Koritni
- Kylesa
- Machine Head
- Mad Sin
- Manowar
- Marilyn Manson
- Mastodon
- Melechesh
- Misery Index
- The Misfits
- Moonsorrow
- Moonspell
- Motley Crue
- Nachtmystium
- Napalm Death
- Nashville Pussy
- Orakle
- Orange Goblin
- Outlaw Order
- Pain
- Pain of Salvation
- Papa Roach
- Parkway Drive
- Pig Destroyer
- Providence
- Queensrÿche
- Repulsion (Afløste Deicid)
- Sacred Reich
- Satan Jokers
- Skinless
- Soilent Green
- Soulfly
- Stratovarius
- Suicidal Tendencies
- Suicide Silence
- Taake
- Terror
- Torche
- Trepalium
- Ufomammut
- Vader
- Vision of Disorder
- Voivod
- Volbeat
- W.A.S.P.
- Watertank
- Whitechapel
- Wolves in the Throne Room

- Pentagram (Aflyste)

### 2008 (Juni 20-22)
Overskrifterne var Venom (fredag), Cavalera Conspiracy (lørdag) og Slayer (søndag).
- 7 Seconds (Aflyste)
- Airbourne
- Alchemist
- Anaal Nathrakh
- Anathema
- Angra (Aflyste)
- Apocalyptica
- Arkhon Infaustus (Aflyste)
- At the Gates
- Ava Inferi
- Baroness
- Belphegor
- Benighted
- Between the Buried and Me
- Black Tide
- Bleeding Through
- Born From Pain
- Candlemass
- Carcass
- Cavalera Conspiracy
- Comeback Kid
- Cult of Luna
- Danko Jones
- Death Angel
- The Dillinger Escape Plan
- Dimmu Borgir
- Disfear
- Dying Fetus
- Eluveitie
- Envy
- Eths (Afløste Soilwork)
- Evile (Aflyste)
- Forbidden
- Gamma Ray
- Ghost Brigade
- Haemorrhage
- Helloween
- Himsa (Aflyste)
- Iced Earth
- Impaled Nazarene
- In Flames
- Job for a Cowboy
- Katatonia
- Krisiun
- Kruger
- Legion of the Damned
- Madball
- Marduk
- Mayhem
- Meshuggah
- Ministry
- Misanthrope
- Morbid Angel
- Motörhead
- Municipal Waste
- My Dying Bride
- Necrophagist (Aflyste)
- Nightmare
- NOFX
- Obituary
- The Ocean Collective
- The Old Dead Tree
- Opeth
- Origin
- Paradise Lost
- Porcupine Tree
- Primordial
- Punish Yourself
- Raintime
- Red Sparowes (Aflyste)
- Rose Tattoo
- Rotten Sound
- Rotting Christ
- Satyricon
- Septicflesh
- Shai Hulud
- Shining
- Sick of It All
- Slayer
- Sodom
- Soilwork (Aflyste)
- Sonata Arctica
- Testament
- Throwdown
- Today is the Day
- Treponem Pal
- Ultra Vomit
- Venom
- Watain
- Year of No Light
- Your Demise

### 2007
- 1349
- Aborted
- After Forever
- Amon Amarth
- Animosity
- The Arrs
- Atheist
- Behemoth
- Blind Guardian
- Bloodsimple
- Brujeria
- Brutal Truth
- Cannibal Corpse
- Children of Bodom
- Chimaira
- Coldworker
- Converge
- Cynic
- Dark Tranquillity
- Destinity
- Dew-Scented
- Dream Theater
- Dylath-Leen
- Earth Crisis
- Edguy
- Ellipsis
- Emperor
- Ephel Duath
- Epica
- Fubar
- Furia
- Gutworm
- Hacride
- Hatebreed
- Heavenly
- Homestell
- Immortal
- Imply in All
- Impureza
- Interlock
- Kaizen
- Kickback
- Korpiklaani
- Korn (Taget af programmet)
- Kreator
- Lamb of God (Aflyst)
- Lyzanxia
- Machine Head
- Manigance
- Mastodon
- Mayhem (Afløst af Enslaved fordi Hellhammer brækkede en arm)
- Megadeth
- Misery Index
- Mistaken Element
- Moho
- Moonspell
- Mumakil
- Napalm Death
- Neurosis
- Orthodox
- Pain of Salvation
- Primal Age
- Salem
- Scarve
- Secrets of the Moon
- The Set Up
- Slayer
- Slit
- Sworn Enemy
- Therion
- Tromatized Youth
- Type O Negative
- Ufych Sormeer
- Unearth
- Vader
- Walls of Jericho
- Within Temptation
- Zero Mentality

### 2006
- 36 Crazyfists
- Agnostic Front
- Akercocke
- Alice in Chains
- Allegiance
- Amenra
- Apocalyptica
- Arch Enemy
- As I Lay Dying
- Avenged Sevenfold
- Bile
- Bloodsimple
- Born From Pain
- boysetsfire
- Capricorns
- Carnival in Coal
- Celtic Frost
- Cephalic Carnage
- Cortez
- Cradle of Filth
- Dagoba
- Damnation AD
- Danko Jones
- Darkest Hour
- Dead Kennedys
- Demented Are Go
- DevilDriver
- Drowning
- Endstand
- Entombed
- Gadget
- GBH
- Go It Alone
- Gojira
- Guns Up
- Happyface
- Hatesphere
- Hellmotel
- Helloween
- Ignite
- Knuckledust
- Knut
- Korum
- Leeway
- Locus
- Mad Sin
- Madball
- Most Precious Blood
- Motörhead
- Nightmare
- Nile
- Obituary
- Opeth
- Orphaned Land
- Panic
- Prostitute Disfigurement
- Raised Fist
- Ringworm
- Rise and Fall
- Satyricon
- Saxon
- Sonny Red
- Soulfly
- Stone Sour
- Taint
- Textures
- The Black Dahlia Murder
- The Haunted
- Trivium
- With Honor
- Zyklon